# Ablabesmyia longistyla
Ablabesmyia longistyla is een muggensoort uit de familie van de dansmuggen (Chironomidae). De wetenschappelijke naam van de soort is voor het eerst geldig gepubliceerd in 1962 door Fittkau en de soort werd voor het eerst officieel gerapporteerd in België in 1992.